# Schewtschenkowe (Schostka, Beresa)
Schewtschenkowe (ukrainisch Шевченкове; russisch Шевченково Schewtschenkowo) ist ein Dorf im Norden der ukrainischen Oblast Sumy mit etwa 930 Einwohnern (2010).

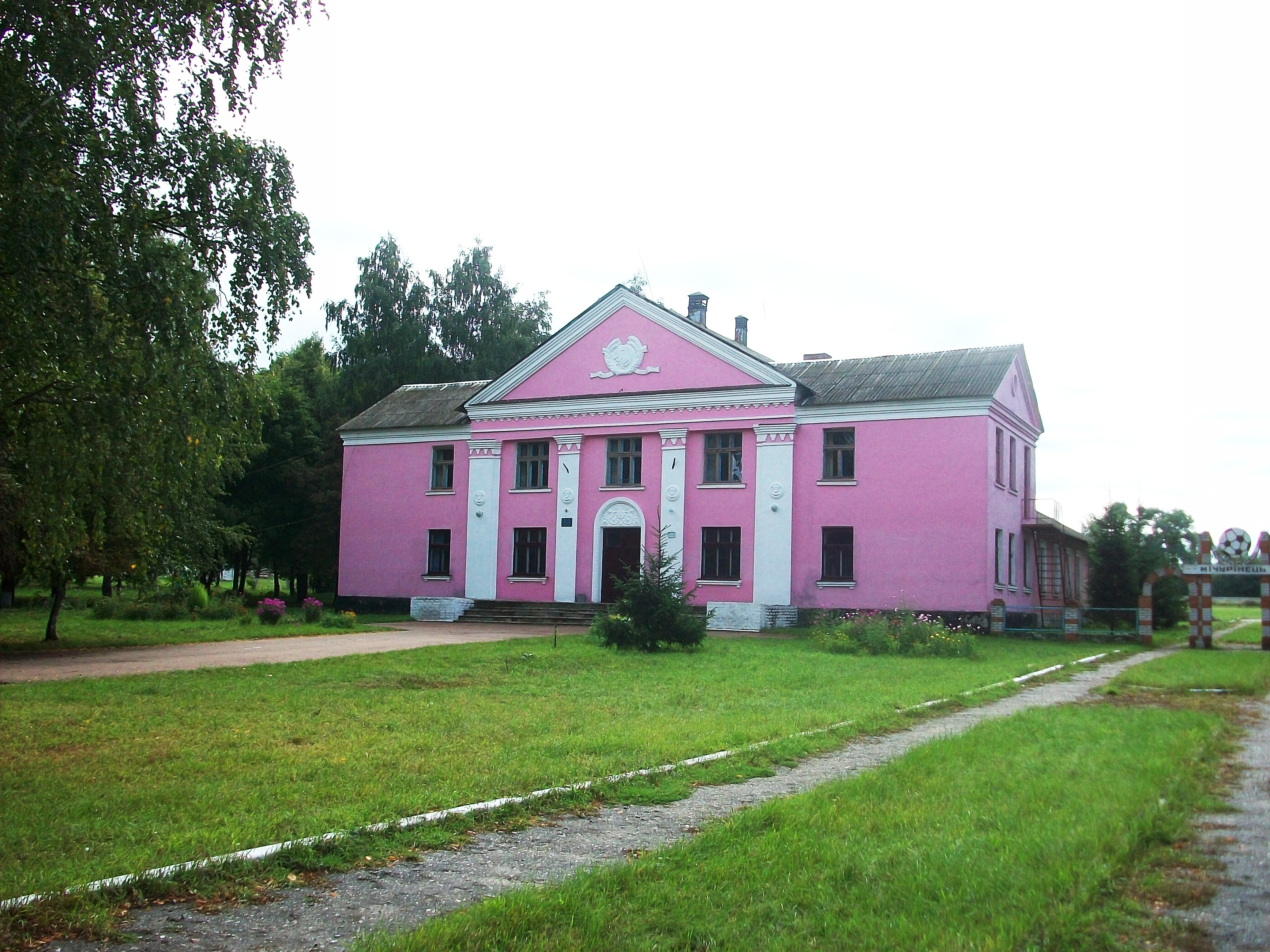
Haus der Kultur von Schewtschenkowe

Das im 15. Jahrhundert gegründete Dorf hieß bis 1945 Tschortorigi (Чорториги).
Die Ortschaft liegt am Ufer des Esman (Есмань), einem 50 km langen, linken Nebenfluss der Desna, 17 km westlich vom ehemaligen Rajonzentrum Hluchiw und 160 km nordwestlich vom Oblastzentrum Sumy.
Südlich vom Dorf verläuft die ukrainische  nationale Fernstraße M 02/E 101.
Am 25. August 2015 wurde das Dorf ein Teil der neugegründeten Landgemeinde Beresa, bis dahin bildete es die gleichnamigen Landratsgemeinde Schewtschenkowe (Шевченківська сільська рада/Schewtschenkiwska silska rada) im Westen des Rajons Hluchiw.
Am 17. Juli 2020 kam es im Zuge einer großen Rajonsreform zum Anschluss des Rajonsgebietes an den Rajon Schostka.